# Wilma Murto
Wilma Murto (ur. 11 czerwca 1998) – fińska lekkoatletka, skoczkini o tyczce.
W 2014 odpadła w eliminacjach mistrzostw świata juniorów. Rok później przeszła eliminacje podczas mistrzostw Europy juniorów, lecz w konkursie finałowym nie zaliczyła żadnej wysokości (atakowała 3,90) i nie została sklasyfikowana.
W 2016 była siódma na mistrzostwach Europy oraz zdobyła brązowy medal mistrzostw świata juniorów. Olimpijka z Rio de Janeiro (2016) oraz ósma zawodniczka halowych mistrzostw Europy (2017).
W 2021 była piąta na igrzyskach olimpijskich w Tokio. Rok później została w Monachium mistrzynią Europy, a w 2023 w Stambule mistrzynią Europy w hali. W tym samym roku w Budapeszcie została brązową medalistką światowego czempionatu. Awansowała do finału mistrzostw Europy w Rzymie, w którym zajęła ósme miejsce (2024). Finalistka rozgrywanych w tym samym roku igrzysk olimpijskich, w których uplasowała się na szóstej pozycji.
Medalistka mistrzostw Finlandii i reprezentantka kraju w meczach międzypaństwowych w różnych kategoriach wiekowych (także seniorów).

## Osiągnięcia
| Rok  | Impreza                                 | Miejsce        | Lokata            | Wynik (m) |
| ---- | --------------------------------------- | -------------- | ----------------- | --------- |
| 2014 | Mistrzostwa świata juniorów             | Eugene         | el. – 25. miejsce | 3,75      |
| 2015 | Mistrzostwa Europy juniorów             | Eskilstuna     | –                 | NM        |
| 2016 | Mistrzostwa Europy                      | Amsterdam      | 7. miejsce        | 4,45      |
| 2016 | Mistrzostwa świata juniorów             | Bydgoszcz      | 3. miejsce        | 4,40      |
| 2016 | Igrzyska olimpijskie                    | Rio de Janeiro | el. – 24. miejsce | 4,30      |
| 2017 | Halowe mistrzostwa Europy               | Belgrad        | 8. miejsce        | 4,40      |
| 2017 | Mistrzostwa Europy juniorów             | Grosseto       | 3. miejsce        | 4,15      |
| 2018 | Mistrzostwa Europy                      | Berlin         | el. – 17. miejsce | 4,35      |
| 2019 | Halowe mistrzostwa Europy               | Glasgow        | el. – 18. miejsce | 4,10      |
| 2019 | Młodzieżowe mistrzostwa Europy          | Gävle          | 5. miejsce        | 4,20      |
| 2019 | Superliga drużynowych mistrzostw Europy | Bydgoszcz      | 8. miejsce        | 4,21      |
| 2019 | Mistrzostwa świata                      | Doha           | el. – 22. miejsce | 4,35      |
| 2021 | Halowe mistrzostwa Europy               | Toruń          | 6. miejsce        | 4,55      |
| 2021 | Igrzyska olimpijskie                    | Tokio          | 5. miejsce        | 4,50      |
| 2022 | Mistrzostwa świata                      | Eugene         | 6. miejsce        | 4,60      |
| 2022 | Mistrzostwa Europy                      | Monachium      | 1. miejsce        | 4,85      |
| 2023 | Halowe mistrzostwa Europy               | Stambuł        | 1. miejsce        | 4,80      |
| 2023 | I dywizja drużynowych mistrzostw Europy | Chorzów        | 1. miejsce        | 4,71      |
| 2023 | Mistrzostwa świata                      | Budapeszt      | 3. miejsce        | 4,80      |
| 2024 | Halowe mistrzostwa świata               | Glasgow        | 8. miejsce        | 4,55      |
| 2024 | Mistrzostwa Europy                      | Rzym           | 8. miejsce        | 4,43      |
| 2024 | Igrzyska olimpijskie                    | Paryż          | 6. miejsce        | 4,70      |

## Rekordy życiowe
- Skok o tyczce (stadion) – 4,85 (2022) rekord Finlandii[3]
- Skok o tyczce (hala) – 4,81 (2024)

Zawodniczka jest posiadaczką aktualnego halowego rekordu świata juniorów (4,71 w 2016).